# آنا فیلبی
آنا فیلبی (انگلیسی: Anna Filbey؛ زادهٔ ۱۱ اکتبر ۱۹۹۹) بازیکن فوتبال اهل بریتانیا است.
از باشگاه‌هایی که در آن بازی کرده‌است می‌توان به باشگاه فوتبال آرسنال اشاره کرد.
وی همچنین در تیم‌های ملی فوتبال England women's national under-17 football team, England women's national under-19 football team، و زنان ولز بازی کرده‌است.